# Мордасов, Иван Андреевич
Иван Андреевич Мордасов (7 июня 1923 — 18 октября 1943) — младший лейтенант Рабоче-крестьянской Красной Армии, участник Великой Отечественной войны, Герой Советского Союза (1943).

## Биография
Иван Мордасов родился 7 июня 1923 года в посёлке Рожков (ныне — Западно-Казахстанская область Казахстана). Окончил среднюю школу. В 1941 году Мордасов был призван на службу в Рабоче-крестьянскую Красную Армию. В 1942 году окончил пехотное училище. С августа того же года — на фронтах Великой Отечественной войны.
К октябрю 1943 года младший лейтенант Иван Мордасов был комсоргом батальона 685-го стрелкового полка 193-й стрелковой дивизии 65-й армии Центрального фронта. Отличился во время битвы за Днепр. 15 октября 1943 года Мордасов во главе передовой группы переправился через Днепр в районе деревни Крупейки Лоевского района Гомельской области Белорусской ССР и успешно захватил и удержал плацдарм на его западном берегу. 18 октября 1943 года Мордасов погиб в бою. Похоронен на высоте 135,1 в 1 километре к востоку от деревни Колпени Брагинского района Гомельской области Белоруссии.
Указом Президиума Верховного Совета СССР от 30 октября 1943 года за «образцовое выполнение боевых заданий командования на фронте борьбы с немецкими захватчиками и проявленные при этом мужество и героизм» младший лейтенант Иван Мордасов посмертно был удостоен высокого звания Героя Советского Союза. Также был награждён орденом Ленина и медалью.
В честь Мордасова названа школа и установлен бюст в его родном посёлке. В городе Уральск в честь Мордасова названа улица.